# Anché (Vienne)
Anché é uma comuna francesa na região administrativa da Nova Aquitânia, no departamento de Vienne. Estende-se por uma área de 16,23 km². Em 2010 a comuna tinha 347 habitantes (densidade: 21,4 hab./km²).